# Chinese Basketball Association 2011-12
La Chinese Basketball Association 2011-12 fue la decimoséptima edición de la CBA, la primera división del baloncesto profesional de China. Los campeones fueron los Beijing Ducks, que lograba su primer título, derrotando en las finales a los Guangdong Southern Tigers.

## Política de jugadores extranjeros
Todos los equipos a excepción de los Bayi Rockets tenían la opción de contar con dos jugadores extranjeros. Los últimos cuatro de la temporada anterior (a excepción de Bayi) pudieron contratar además un jugador extra asiático.

## Temporada regular
| #  | Temporada 2011–12 de la CBA | Temporada 2011–12 de la CBA | Temporada 2011–12 de la CBA | Temporada 2011–12 de la CBA | Temporada 2011–12 de la CBA | Temporada 2011–12 de la CBA | Temporada 2011–12 de la CBA | Temporada 2011–12 de la CBA |
| #  | Equipo                      | G                           | P                           | %                           | PD                          | Casa                        | Fuera                       | Desempate                   |
| -- | --------------------------- | --------------------------- | --------------------------- | --------------------------- | --------------------------- | --------------------------- | --------------------------- | --------------------------- |
| 1  | Guangdong Southern Tigers   | 27                          | 5                           | .844                        | -                           | 15–1                        | 12–4                        |                             |
| 2  | Beijing Ducks               | 21                          | 11                          | .657                        | 6                           | 12–4                        | 9–7                         |                             |
| 3  | Shanxi Brave Dragons        | 20                          | 12                          | .625                        | 7                           | 14–2                        | 6–10                        |                             |
| 4  | Xinjiang Flying Tigers      | 19                          | 13                          | .594                        | 8                           | 14–2                        | 5–11                        | XJ 1-1(187-186) DG          |
| 5  | Dongguan Leopards           | 19                          | 13                          | .594                        | 8                           | 13–3                        | 6–10                        | XJ 1-1(187-186) DG          |
| 6  | Shanghai Sharks             | 18                          | 14                          | .563                        | 9                           | 14–2                        | 4–12                        | SH 2-0 ZL                   |
| 7  | Zhejiang Lions              | 18                          | 14                          | .563                        | 9                           | 12–4                        | 6–10                        | SH 2-0 ZL                   |
| 8  | Fujian Xunxing              | 17                          | 15                          | .531                        | 10                          | 12–4                        | 5–11                        |                             |
|    |                             |                             |                             |                             |                             |                             |                             |                             |
| 9  | Qingdao Eagles              | 16                          | 16                          | .500                        | 11                          | 11–5                        | 5–11                        |                             |
| 10 | Liaoning Dinosaurs          | 15                          | 17                          | .469                        | 12                          | 12–4                        | 3–13                        | LN 2-0 ZG                   |
| 11 | Zhejiang Golden Bulls       | 15                          | 17                          | .469                        | 12                          | 11–5                        | 4–12                        | LN 2-0 ZG                   |
| 12 | Jilin Northeast Tigers      | 14                          | 18                          | .438                        | 13                          | 11–5                        | 3–13                        | JL 1-1(180-166) SD          |
| 13 | Shandong Lions              | 14                          | 18                          | .438                        | 13                          | 12–4                        | 2–14                        | JL 1-1(180-166) SD          |
| 14 | Bayi Rockets                | 10                          | 22                          | .313                        | 17                          | 8–8                         | 2–14                        | BY 3-1 TJ 2-2 FS 1-3        |
| 15 | Tianjin Golden Lions        | 10                          | 22                          | .313                        | 17                          | 8–8                         | 2–14                        | BY 3-1 TJ 2-2 FS 1-3        |
| 16 | Foshan Dralions             | 10                          | 22                          | .313                        | 17                          | 7–9                         | 3–13                        | BY 3-1 TJ 2-2 FS 1-3        |
| 17 | Jiangsu Dragons             | 9                           | 23                          | .281                        | 18                          | 9–7                         | 0–16                        |                             |

|  | Los 8 primeros acceden a los Playoffs |

## Playoffs
|  | Cuartos de final | Cuartos de final          | Cuartos de final |                        |   | Semifinales               | Semifinales   | Semifinales   |  |   | Finales                   | Finales       | Finales       |  |
|  | Al mejor de 5    | Al mejor de 5             | Al mejor de 5    |                        |   | Al mejor de 5             | Al mejor de 5 | Al mejor de 5 |  |   | Al mejor de 7             | Al mejor de 7 | Al mejor de 7 |  |
|  |                  |                           |                  |                        |   |                           |               |               |  |   |                           |               |               |  |
|  |                  |                           |                  |                        |   |                           |               |               |  |   |                           |               |               |  |
|  | 1                | Guangdong Southern Tigers | 3                |                        |   |                           |               |               |  |   |                           |               |               |  |
|  | 1                | Guangdong Southern Tigers | 3                |                        |   |                           |               |               |  |   |                           |               |               |  |
|  | 8                | Fujian Xunxing            | 0                |                        |   |                           |               |               |  |   |                           |               |               |  |
|  | 8                | Fujian Xunxing            | 0                |                        | 1 | Guangdong Southern Tigers | 3             |               |  |   |                           |               |               |  |
|  |                  |                           |                  |                        | 1 | Guangdong Southern Tigers | 3             |               |  |   |                           |               |               |  |
|  |                  |                           | 4                | Xinjiang Flying Tigers | 0 |                           |               |               |  |   |                           |               |               |  |
|  | 4                | Xinjiang Flying Tigers    | 4                | Xinjiang Flying Tigers | 0 | 3                         |               |               |  |   |                           |               |               |  |
|  | 4                | Xinjiang Flying Tigers    |                  |                        |   |                           |               |               |  |   |                           |               |               |  |
|  | 5                | Dongguan Leopards         | 2                |                        |   |                           |               |               |  |   |                           |               |               |  |
|  | 5                | Dongguan Leopards         | 2                |                        |   |                           |               |               |  | 1 | Guangdong Southern Tigers | 1             |               |  |
|  |                  |                           |                  |                        |   |                           |               |               |  | 1 | Guangdong Southern Tigers | 1             |               |  |
|  |                  |                           | 2                | Beijing Ducks          | 4 |                           |               |               |  |   |                           |               |               |  |
|  | 3                | Shanxi Brave Dragons      | 2                | Beijing Ducks          | 4 | 3                         |               |               |  |   |                           |               |               |  |
|  | 3                | Shanxi Brave Dragons      |                  |                        |   |                           |               |               |  |   |                           |               |               |  |
|  | 6                | Shanghai Sharks           | 1                |                        |   |                           |               |               |  |   |                           |               |               |  |
|  | 6                | Shanghai Sharks           | 1                |                        | 3 | Shanxi Brave Dragons      | 2             |               |  |   |                           |               |               |  |
|  |                  |                           |                  |                        | 3 | Shanxi Brave Dragons      | 2             |               |  |   |                           |               |               |  |
|  |                  |                           | 2                | Beijing Ducks          | 3 |                           |               |               |  |   |                           |               |               |  |
|  | 2                | Beijing Ducks             | 2                | Beijing Ducks          | 3 | 3                         |               |               |  |   |                           |               |               |  |
|  | 2                | Beijing Ducks             |                  |                        |   |                           |               |               |  |   |                           |               |               |  |
|  | 7                | Zhejiang Lions            | 0                |                        |   |                           |               |               |  |   |                           |               |               |  |
|  | 7                | Zhejiang Lions            | 0                |                        |   |                           |               |               |  |   |                           |               |               |  |
|  |                  |                           |                  |                        |   |                           |               |               |  |   |                           |               |               |  |

### Finales de la CBA: (1) Guangdong Southern Tigers vs. (2) Beijing Ducks
| 21 de marzo | Beijing Ducks                                                             | 108–101                               | Guangdong Southern Tigers                                     | |  |
| 20:00       | Parciales: 37-22, 18-25, 33-24, 20-30                                     | Parciales: 37-22, 18-25, 33-24, 20-30 | Parciales: 37-22, 18-25, 33-24, 20-30                         | |  |
|             | Estadísticas Stephon Marbury 36 Lee Hsueh-lin, Ji Zhe 7 Stephon Marbury 5 | Pts Reb Asts                          | Estadísticas Aaron Brooks 36 James Singleton 16 3 jugadores 3 | Pabellón: MasterCard Center, Beijing Árbitros: Árbitro extranjero Wang Mei Árbitro extranjero Televisión: BTV-6 CCTV-5 |  |

| 23 de marzo | Guangdong Southern Tigers                                       | 106–109                               | Beijing Ducks                                                        | |  |
| 19:45       | Parciales: 32-25, 24-25, 31-27, 19-32                           | Parciales: 32-25, 24-25, 31-27, 19-32 | Parciales: 32-25, 24-25, 31-27, 19-32                                | |  |
|             | Estadísticas Aaron Brooks 25 James Singleton 15 Chen Jianghua 5 | Pts Reb Asts                          | Estadísticas Randolph Morris 33 Randolph Morris 12 Stephon Marbury 9 | Pabellón: Dongguan Arena, Dongguan Árbitros: Árbitro extranjero Xia Chun Árbitro extranjero Televisión: GDTV CCTV-5 |  |

| 25 de marzo | Guangdong Southern Tigers                                      | 111–93                                | Beijing Ducks                                                        | |  |
| 19:45       | Parciales: 29-21, 20-25, 31-24, 31-23                          | Parciales: 29-21, 20-25, 31-24, 31-23 | Parciales: 29-21, 20-25, 31-24, 31-23                                | |  |
|             | Estadísticas Aaron Brooks 30 James Singleton 19 Aaron Brooks 5 | Pts Reb Asts                          | Estadísticas Stephon Marbury 39 Randolph Morris 14 Stephon Marbury 3 | Pabellón: Dongguan Arena, Dongguan Árbitros: Song Yanping Árbitro extranjero Televisión: GDTV CCTV-5 |  |

| 28 de marzo | Beijing Ducks                                                        | 107–98                                | Guangdong Southern Tigers                                      | |  |
| 19:45       | Parciales: 26-28, 22-16, 28-26, 31-28                                | Parciales: 26-28, 22-16, 28-26, 31-28 | Parciales: 26-28, 22-16, 28-26, 31-28                          | |  |
|             | Estadísticas Randolph Morris 32 Randolph Morris 12 Stephon Marbury 7 | Pts Reb Asts                          | Estadísticas Aaron Brooks 28 James Singleton 11 Aaron Brooks 6 | Pabellón: MasterCard Center, Beijing Árbitros: Árbitro extranjero Wen Keming Árbitro extranjero Televisión: BTV-6 CCTV-5 |  |

| 30 de marzo                          | Beijing Ducks                                                               | 124–121                               | Guangdong Southern Tigers                                  | |  |  |
| 19:45                                | Parciales: 25-36, 37-21, 32-36, 29-28                                       | Parciales: 25-36, 37-21, 32-36, 29-28 | Parciales: 25-36, 37-21, 32-36, 29-28                      | |  |  |
|                                      | Estadísticas Stephon Marbury 41 Randolph Morris, Ji Zhe 8 Stephon Marbury 7 | Pts Reb Asts                          | Estadísticas Aaron Brooks 33 Dong Hanlin 10 Aaron Brooks 5 | Pabellón: MasterCard Center, Beijing Árbitros: Árbitro extranjero Yang Maogong Árbitro extranjero Televisión: BTV-6 CCTV-5 |  |  |
| Beijing gana Finales de la CBA, 4-1. |                                                                             |                                       |                                                            | |  |  |
|                                      |                                                                             |                                       |                                                            | |  |  |

Temporada regular
Los equipos estaban empatados a 1 en enfrentamientos de temporada regular:
| 25 de noviembre de 2011 | Guangdong Southern Tigers | 92–104 | Beijing Ducks |                                    |
|                         |                           |        |               |                                    |
|                         |                           |        |               | Pabellón: Dongguan Arena, Dongguan |

| 4 de enero de 2012 | Beijing Ducks | 99–112 | Guangdong Southern Tigers |                                       |
|                    |               |        |                           |                                       |
|                    |               |        |                           | Pabellón: Shougang Gymnasium, Beijing |

Último enfrentamiento en Playoffs: Semifinales de 2003 (Guangdong ganó 3–0).